# Reichenbachia subtilis
Reichenbachia subtilis är en skalbaggsart som först beskrevs av Leconte 1851.  Reichenbachia subtilis ingår i släktet Reichenbachia och familjen kortvingar. Inga underarter finns listade i Catalogue of Life.